# 出島停留場
出島停留場（でじまていりゅうじょう、出島電停）は、長崎県長崎市出島町にある長崎電気軌道本線の停留場である。
1号・2号各系統が停車する。

## 歴史
当停留場は1915年（大正4年）に末広町停留場（すえひろまちていりゅうじょう）として開業した。開業は長崎電軌の第1期線（築町 - 病院下間）開通と同日のことである。1939年（昭和14年）には出島岸壁前停留場（でじまがんぺきまえていりゅうじょう）に改称、そのまま太平洋戦争下の1944年（昭和19年）に急行運転開始によりいったん廃止された。停留場が再開したのは1947年（昭和22年）のことで、このとき出島停留場に改称した。

### 年表
- 1915年（大正4年）11月16日：末広町停留場として開業[2]。
- 1939年（昭和14年）8月末：出島岸壁前停留場に改称[2]。
- 1944年（昭和19年）1月：戦時下の急行運転により廃止[2]。
- 1947年（昭和22年）12月：出島停留場として再開業[2]。
- 1999年（平成11年）3月30日：停留場を改築[4][5]。
- 2007年（平成19年）6月29日：停留場の延長工事が完了[6]。

## 構造
出島停留場は併用軌道区間にあり、ホームは道路上に設けられる。ホームは2面あり、2本の線路を挟んで向かい合わせに配置される（相対式ホーム）。大波止寄りから見て右側が長崎駅前方面行きのホーム、左側が新地中華街方面行きのホーム。1999年には停留場が改築され、上屋の取り換え・ホームのかさ上げ・スロープの設置がなされた。

## 利用状況
長崎電軌の調査によると1日の乗降客数は以下の通り。
- 1998年 - 1,604人[1]
- 2015年 - 1,500人[10]

## 周辺

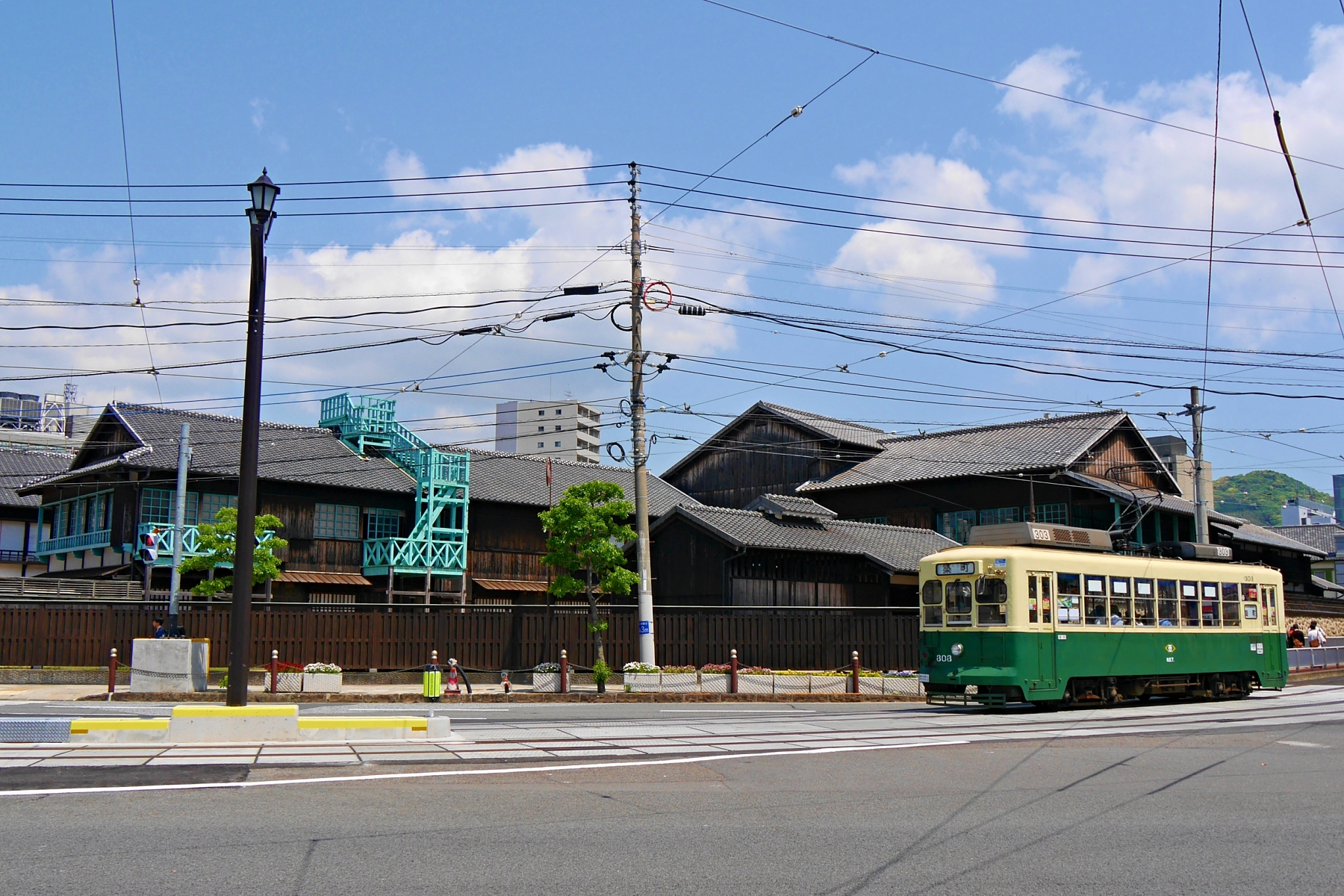
出島跡と長崎電軌の路面電車

名前の通り出島跡が近い。扇の形をしていた島は1904年（明治37年）に埋め立てられたが、平成期に入って復元工事が進められ、オランダ商館長次席の「ヘトル部屋」や輸入品であった砂糖を保管した「一番蔵」などの建物が復元された。電車の軌道沿いにも石垣が再現されている。
隣の新地中華街停留場に向けて、本線の軌道は左へカーブし狭隘な道路上を通る。この区間は1915年の路線開業時の道幅がそのまま残る唯一の区間。道幅が狭いため自動車の軌道敷内乗り入れが唯一許可されている区間でもある。1961年（昭和36年）まではこの区間に千馬町停留場（せんばちょうていりゅうじょう）があり、石橋方面（大浦支線）への乗り換え停留場として機能していた。
千馬町停留場廃止後も、本線の当停留場から石橋方面へ電車で向かうには新地中華街での乗り換えを必要とする。この乗り換えの不便さなどを解消するため、当停留場から直線距離で400メートルほどの大浦支線メディカルセンター停留場まで軌道を敷設し、新地中華街を経由しない短絡線を開通させるという構想がある。
- 長崎港
- 長崎出島ワーフ
- 長崎県美術館
- 長崎水辺の森公園
- 長崎税関
- 長崎国際テレビ

## 隣の停留場
長崎電気軌道
本線
大波止停留場 (29) - 出島停留場 (30) - 新地中華街停留場 (31)